# IC 4797
IC 4797 est une vaste galaxie elliptique barrée et située dans la constellation du Télescope. Sa vitesse par rapport au fond diffus cosmologique est de 2 620 ± 20 km/s, ce qui correspond à une distance de Hubble de 38,6 ± 2,7 Mpc (∼126 millions d'al). Cette galaxie a été découverte par l'astronome américain Royal Harwood Frost en 1903.
À ce jour, 14 mesures non basées sur le décalage vers le rouge (redshift) donnent une distance égale à 29,393 ± 13,989 Mpc (∼95,9 millions d'al), ce qui est à l'intérieur des valeurs de la distance de Hubble. Notons cependant que c'est avec la valeur moyenne des mesures indépendantes, lorsqu'elles existent, que la base de données NASA/IPAC calcule le diamètre d'une galaxie et qu'en conséquence le diamètre de NGC 4797 pourrait être d'environ 60,6 kpc (∼198 000 al) si on utilisait la distance de Hubble pour le calculer.

## Groupe de d'IC 4797
Selon A. M. Garcia IC 4797 est la principale galaxie d'un groupe qui porte son nom. Le groupe d'IC 4797 renferme au moins cinq membres. Les quatre autres galaxies du groupe sont NGC 6707, NGC 6708, IC 4796 et ESO 183-30.